# 古典酒場
古典酒場（こてんさかば）は2007年から2013年まで三栄書房から発行されていた酒場めぐりに特化した雑誌。
2007年5月30日発行の創刊は『TOKIO　古典酒場』としてMOOKとして発売された。発行人は西ケ谷周二、編集人は倉嶋紀和子。キャッチは「昭和風情で酔う」。表紙は呑み屋に座るなぎら健壱が垣間見える。
6年間で計12冊が発刊され、全570軒を酒味している。最終の2013年7月3日号の表紙は安西水丸。「古典酒場、ボクの原点。」で幕を閉じた。
2016年には「古典酒場特別編集　熊本 酒援酒場」VOL.1が番外編として発売されている。